# Exposition Tramway V
L’ Exposition Tramway V (en russe « Трамвай В ») est la première exposition de peinture russe futuriste. Elle ouvre ses portes le 3 mars 1915 (le 16 selon notre calendrier), à Petrograd, dans une salle de la Société impériale d'encouragement des beaux-arts. Elle est organisée par Jean Pougny et son épouse Ksenia Bogouslavskaia, revenus de France. 

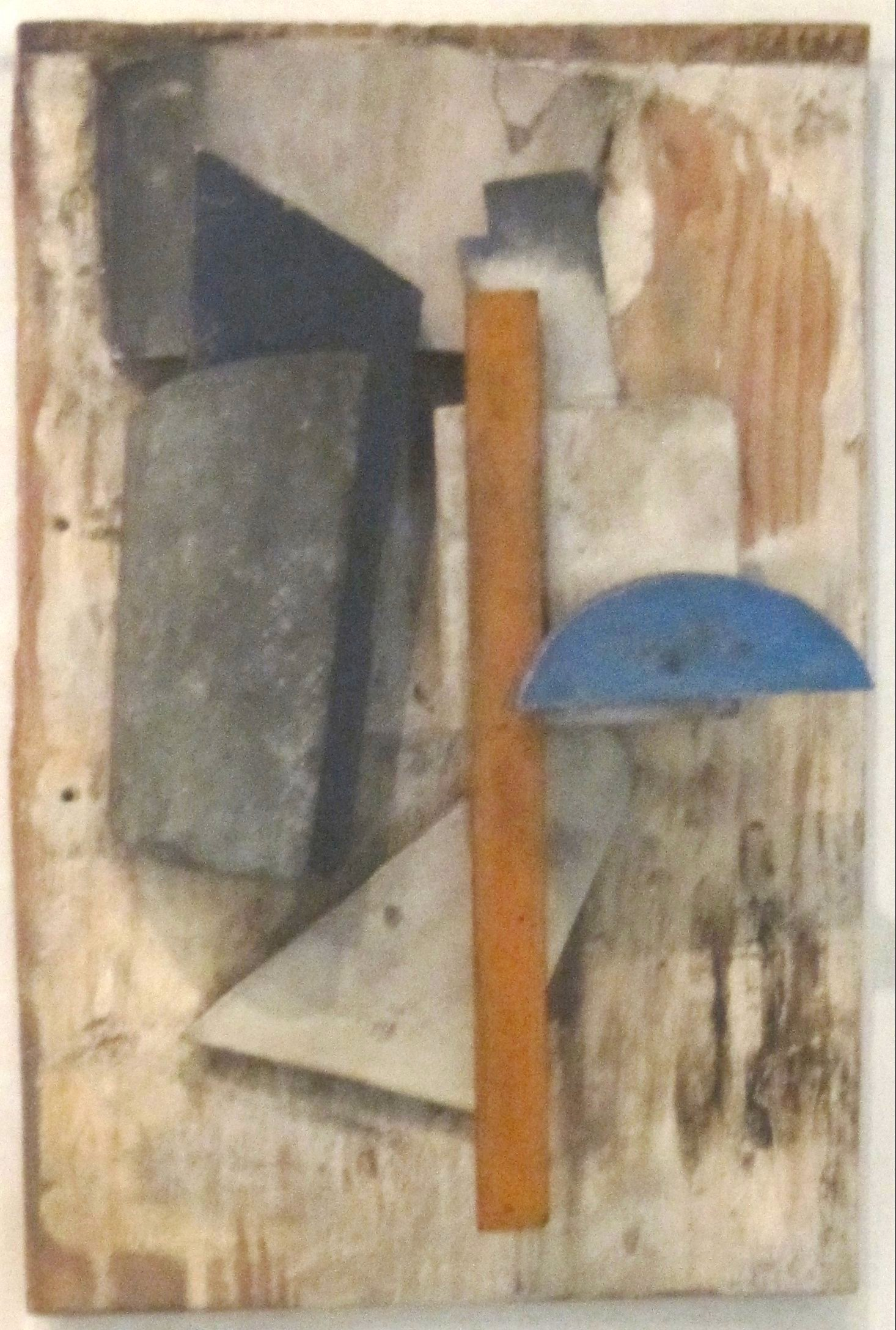
Relief de Jean Pougny, Tate Modern

## Histoire
Cette exposition fait figure d'évènement historique du fait que les maîtres des écoles abstraites des années 1915-1922 s'y rencontrent pour la première fois : Olga Rozanova, Jean Pougny, Kazimir Malevitch, Vladimir Tatline, Lioubov Popova, Alekseï Morgounov, Ivan Klioune, Nadejda Oudaltsova, Alexandra Exter.
L'Exposition 0.10, qui suivra dès la fin de l'année 1915, regroupera pratiquement les mêmes artistes et sera celle au cours de laquelle Malevitch proclamera son système suprématiste. Les deux expositions " Tramway V " et " 0.10 " sont des points culminants de l'avant-garde, de l'art de gauche (artistiquement parlant), qui vont marquer toute l'évolution de l'art du XXe siècle. 

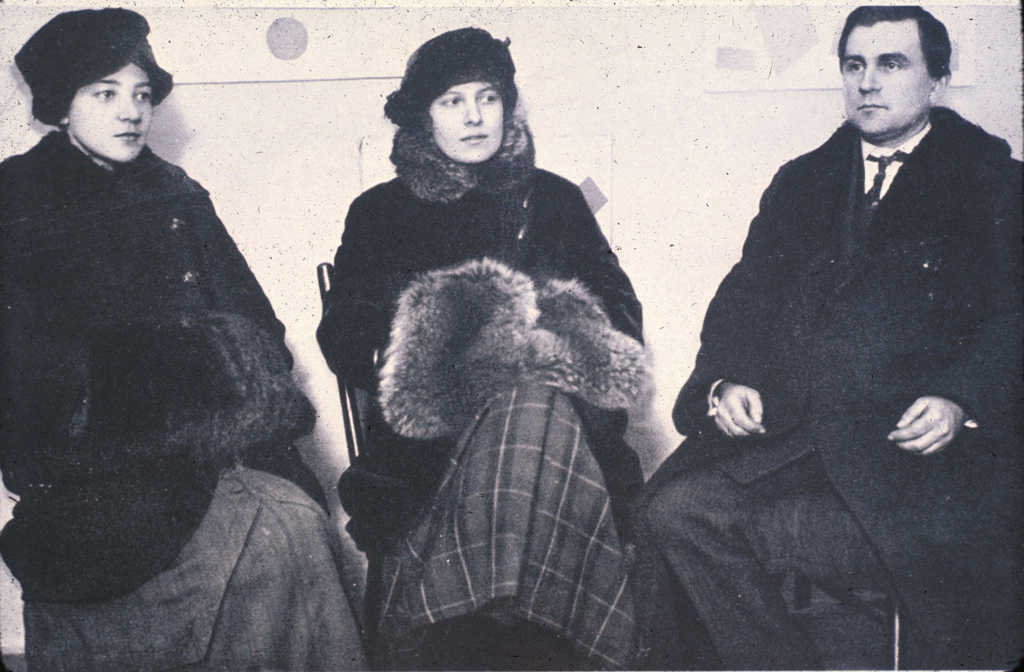
Olga Rozanova, Bogoulovskaia, Malevitch fin 1915 lors de 0.10

Le nom choisi " Tramway V " est destiné à attirer par sa modernité. Le futurisme est le moteur qui réunit les artistes et le tramway est un des symboles de la civilisation industrielle qui se développe en Russie. C'est Pougny, dont la famille était relativement aisée, qui finance l'exposition et avec son épouse Bogoliobskaïa se met en contact avec Malevitch. L'exposition permet ainsi de réunir et Malevitch et Tatline, qui apparaissent comme les chefs de deux écoles distinctes. Ils rivalisaient d'originalité.
Pougny n'est pas en reste sous cet aspect, et expose, lors de cette exposition, ce qui est sans doute le premier « montage mural » au monde : un marteau suspendu par un clou sur une feuille de papier, intitulé Nature morte. Un journaliste cita cette œuvre comme exemple de charlatanisme de la part des peintres de cette exposition. Ce tableau avait valeur de démonstration d'une révolution du statut séculaire de l'œuvre d'art et de la peinture sur chevalet en particulier. Dans un tract qu'il distribuera lors de l'Exposition 0.10, Pougny résume : « La substance d'un objet et l'existence de l'objet en tant que chaise, samovar, maison, etc., ne sont pas une seule et même chose ». 
Cette pensée annonce la démarche qui hantera Pougny et qui annonce celle de René Magritte notamment. « Il faut constamment penser que l'orange peinte ne saurait d'aucune manière être mangée. », écrit-il en 1921 dans L'Art de la vie. 
" Tramway V " voit ainsi le triomphe du genre des tableaux-reliefs sous toutes les formes : bas-relief, figuratifs, non-figuratifs, « objets trouvés ». 
Malevitch, quant à lui, présente un choix significatif de son travail des dernières années. Cette exposition représente pour lui son adieu au futurisme. Il livre son dernier commentaire au monde du réalisme en faisant énumérer les toiles numéro 21 à 25 du catalogue avec ces seuls chiffres et le texte : « l'auteur ignore le contenu de ces tableaux ». Après cette exposition il va se sentir libéré de la soumission à la réalité extérieure pour faire surgir la peinture pure.     
Les peintres alliés à des poètes continuaient à s'attaquer à l'opinion de la société sur « l'art bien-pensant », en exposant des toiles qui faisaient fi des lois du bon sens ordinaire par leur ironie et par l'absurde.

## Les 11 artistes exposants
- Kasimir Malevitch
- Jean Pougny
- Ivan Klioune
- Vladimir Tatline
- Lioubov Popova
- Olga Rozanova
- Alekseï Morgounov
- Nadejda Oudaltsova
- Vassili Kamenski
- Alexandra Exter
- Ksenia Bogouslavskaïa